# Snagovo Donje
Snagovo Donje (en serbe cyrillique : Снагово Доње) est un village de Bosnie-Herzégovine. Il est situé dans la municipalité de Zvornik, République serbe de Bosnie. Au recensement de 1991, il comptait 800 habitants, dont une majorité de Musulmans (Bosniaques).